# Acetobacterium woodii
Acetobacterium woodii è una specie di batterio appartenente alla famiglia delle Eubacteriaceae.